# Ятак
Ятакът (от турски: yatak – легло, леговище, подслон) е помагач, снабдител или укривател на участници в нелегални въоръжени действия – четници и партизани.
В българския език думата се използва за обозначаване на сътрудничилите по различен начин на хайдути, престъпници, както и на дейци на комунистическото партизанско движение в България през 1941 – 1944, атака също и на горянското движение след 9 септември 1944.
Като сътрудници на въоръжени противници на властите, ятаците също са подлагани на усилено преследване.

## 1941 – 1944
Ятаците са били помощници и поддръжници на прокомунистически партизани и нелегални бойци, които са били легални и по правило не са участвали активно във въоръжени действия. Те водят събират информация, разпространяват листовки (позиви), снабдяват бойни групи и партизански отряди, настаняват и лекуват болни и ранени. Ятаците дават приют и убежище и са пратеници, като изпълняват и други задачи.
Общо през 1941 – 1944 година, според някои данни, във въоръженото комунистическо движение в България участват 18 300 партизани, 12 300 членове на бойни групи и до 200 000 доброволни помощници („ятаци“), поборници и съмишленици. По социален състав повече от половината ятаци били селяни.
Метод за наказание за подпомагане на партизаните е опожаряването и разрушаването на къщите им – споредн някои източници общо през 1941 – 1944 г. в България са изгорени и разрушени 2139 къщи на партизани и техни помощници.
В яташката дейност са били въвличани и деца: едно от най-малките е 7-годишната Маргарита Варчева (дъщеря на бояджия от текстилна фабрика „Успех“, Тодор Варчев, предоставил къщата си в Габрово за убежище за настаняване на деятел на РМС). След арестуването на баща  ѝ тя изпълнява свързаните с това функции.